# Bolgheri rosso superiore
Il Bolgheri rosso superiore è un vino DOC la cui produzione è consentita nella provincia di Livorno.

## Caratteristiche organolettiche
- colore: da rosso rubino a granato
- odore: intensamente vinoso
- sapore: asciutto, armonico

## Abbinamenti consigliati
carni rosse,anche come aperitivo ai crostini toscani

## Produzione
Provincia, stagione, volume in ettolitri
- nessun dato disponibile